# Al-Aziz ibn adh-Dhàhir
Al-Màlik al-Aziz Abu-l-Mudhàffar Ghiyath-ad-Din Muhàmmad ibn adh-Dhàhir Ghazi —àrab: الملك العزيز أبو المظفر غياث الدين محمد بن الظاهر غازي, al-Malik al-ʿAzīz Abū l-Muẓaffar Ḡiyāṯ ad-Dīn Muḥammad b. aẓ-Ẓāhir Ḡāzī—, més conegut simplement com al-Aziz ibn adh-Dhàhir o al-Aziz fou emir aiúbida d'Alep.
Era fill de l'emir adh-Dhàhir ibn Salah-ad-Din i, per tant, era net de Saladí. El seu pare havia rebut el govern d'Alep amb menys de quinze anys i a la proclamació (1200) d'al-Àdil I com a sultà a Egipte (i Síria que ja dominava abans) s'hi va oposar i va marxar contra Damasc que fou assetjada però fou derrotat i perseguit fins a Alep on finalment va haver de reconèixer al-Adil (1202). Des de llavors Alep va tenir un paper subordinat. A la mort d'adh-Dhàhir el 1216 el seu fill Al-Aziz el va succeir amb només tres anys. Al-Àdil I, tot i el conflicte del 1201-1202, va respectar aquesta successió i el visir del pare, Toghrul, va assolir la regència del jove príncep.
A la seva mort el 1236 el seu jove fill an-Nàssir Yússuf ibn al-Aziz fou proclamat nou emir; al-Àixraf ibn al-Àdil de Damasc va pretendre la successió a lo que es va oposar al-Kàmil ibn al-Àdil d'Egipte que la pretenia per a si mateix. Estava a punt d'esclatar la guerra quan al-Àixraf es va posar malalt i va morir pocs mesos després, el 27 d'agost de 1237. Al-Kàmil abans de poder ocupar Alep es va posar també malalt a Damasc i va morir el dimecres 6 de març de 1238, el que va permetre al jove an-Nàssir Yússuf conservar el principat on va governar fins al 1260 estenen fins i tot el seu poder a Damasc.